# Franziska Schoenebeck
Franziska Schoenebeck (* in Berlin) ist eine deutsche Chemikerin und Professorin für organische Chemie an der RWTH Aachen.

## Leben
Schoenebeck studierte Chemie von 2001 bis 2004 an der TU Berlin und von 2004 bis 2008 an der University of Strathclyde in Glasgow. Dort promovierte sie 2008 bei John A. Murphy. Nach einer Forschungstätigkeit von 2008 bis 2010 an der University of California, Los Angeles war sie Assistenz-Professorin an der ETH Zürich und seit 2013 ist sie Professorin an der RWTH Aachen.
Ihre Forschung umfasst die Untersuchung von Mechanismen in der organischen und metallorganischen Chemie mit Hilfe von experimentellen Methoden und Computermodellen. Dabei ist Schoenebeck insbesondere auf Katalyse und Reaktivität und die Entwicklung neuer Methoden spezialisiert. Sie nutzt dafür datenintensive Verfahren die Experimente mit der Nutzung von künstlicher Intelligenz und maschinellem Lernen verbinden.

## Auszeichnungen
- 2014 ORCHEM-Preis[7]
- 2014 Dozentenpreis, Fonds der Chemischen Industrie[5]
- 2010 Feodor Lynen Fellowship, Alexander-von-Humboldt-Stiftung[5]
- 2020 Klung-Wilhelmy-Wissenschafts-Preis